# Vailimia
Vailimia Kammerer, 2006 è un genere di ragni appartenente alla Famiglia Salticidae.

## Etimologia
Vailima è il nome dell'ultima residenza di Robert Louis Stevenson, villaggio delle isole Samoa dove lo scrittore passò gli ultimi anni della sua vita

## Caratteristiche
La specie venne descritta in base allo studio di un solo esemplare maschile di circa 6 millimetri di lunghezza come molto affine al genere Harmochirus; tuttavia i cheliceri, i pedipalpi e il cefalotorace disegnati da Jerzy Prószynski nel 1984, nonché altri esemplari raccolti nel frattempo indicano altre affinità; è quindi probabile una futura revisione tassonomica di questo genere

## Distribuzione
L'unica specie oggi nota di questo genere è un endemismo del Borneo.

## Tassonomia
Il nome di questo genere è stato variato in Vailimia da Kammerer nel 2006 in quanto il nome Vailima adottato dai coniugi Peckham nel 1907 era già stato utilizzato dai biologi Jordan & Seale nel 1906 ad indicare un genere di pesci Osteitti della famiglia Gobiidae.
A dicembre 2010, si compone di una sola specie:
- Vailimia masinei (Peckham & Peckham, 1907)[3] — Borneo